# Equecràtides
Equecràtides （en llatí Echecratides, en grec antic Ἐχεκρατίδης) fou un filòsof peripatètic que es menciona entre els deixebles d'Aristòtil. En parla únicament Esteve de Bizanci que diu que era natural de Metimna a Lesbos.
Amb el nom d'Equecràtides hi ha diverses persones de les que no se'n sap més que les indicacions que en donen els passatges on se'n parla, citades per Tucídides, Pausànies, Claudi Elià, Llucià de Samòsata i Anyte de Tegea en un epigrama de l'Antologia grega.